# Niklaus Friedrich von Mülinen
 (octobre 2013).
Pour les articles homonymes, voir Mülinen.
Niklaus Friedrich, comte von Mülinen, né le 1er mars 1760 à Berne et mort dans la même ville le 15 janvier 1833, est un historien, diplomate et homme d'État suisse.

## Biographie
Fils d'Albrecht von Mülinen, schultheiss bernois sous l'Ancien Régime, il suivit des études juridiques, historiques et scientifiques à l'Université de Göttingen, ou il fit la rencontre de Christian Gottlob Heyne et de Johann Friedrich Blumenbach entre 1779 à 1780. Il se lia avec Johannes von Müller en 1783.
Tourné vers les études historiques, il avait une vision du refus absolu de la Révolution et l'idée d'une évolution organique du droit. Il voyagea en France, en Angleterre, en Hollande et dans le Rhin. Il devint capitaine du 1er bataillon du Régiment de grenadiers bernois.
De 1805 à 1808, il mit en scène les fêtes d'Unspunnen, et, en 1811, fonda une Société suisse d'histoire qu'il présida jusqu'en 1831 et écrivit de nombreux articles pour sa revue, le Geschichtsforscher. Cependant la société ne lui survécut pas.
Il constitua une bibliothèque, avec son père, composée de plus de 6 000 imprimés et 800 manuscrits. L'une des plus importantes de Suisse, elle permit au manoir de la Chartreuse de devenir un centre intellectuel d'envergure européenne.
Il entra dans le gouvernement et devint une des principales personnalités bernoises du régime de la Médiation, dont il fut l'un des concepteurs, et du régime de la Restauration. Il devint Président de la Chambre administrative du canton d'Oberland de 1801 à 1802, membre de la commission gouvernementale bernoise en 1802, avoyer de Berne entre 1803 et 1826.
Il marqua l'histoire bernoise et suisse par son esprit confédéral, en combattant le zèle restaurateur des autres patriciens bernois et en favorisant une évolution des libertés individuelles et l'évolution de la Confédération d'États vers un État fédéral.
Il dirigea la délégation qui s'est rendu à Paris en mars 1815 pour féliciter Louis XVIII.
Il fut fait comte autrichien en 1816 et Grand-croix de l'ordre de l'Aigle rouge en 1817.

## Publications
- Recherches historiques sur les anciennes assemblées des États du Pays-de-Vaud, Berne (1797)
- An die Hasler: den 10. Oktober 1801 (1801)
- Versuch einer urkundlichen Geschichte der Burg Unspunnen, ihrer Umgegend und deren Beherrscher (1830)
- Familien-Geschichte und Genealogie der Grafen von Mülinen, Berlin (1844)